# Nolichucky
La Nolichucky est une rivière de l'ouest de la Caroline du Nord et de l'est du Tennessee, longue d'environ 185 km. Elle est un affluent de la French Broad dans le bassin hydrographique du fleuve Mississippi.